# Tour de France 1938
Le Tour de France 1938, 32e édition du Tour de France, s'est déroulé du 5 juillet au 31 juillet 1938 sur 21 étapes pour 4 680 km.
La course a été remportée par le coureur italien Gino Bartali.

## Parcours
Le Tour de France 1938 s'inscrit dans la période de 1905 à 1951, durant laquelle le parcours de la course réalise un « chemin de ronde », collant aux frontières de l'Hexagone.
La course commence à Paris et dans sa banlieue, comme toutes les ans jusqu'en 1950, à l'exception de 1926. Le départ est donné au Vésinet, après un défilé dans les rues de Paris depuis le siège de L'Auto, rue du Faubourg-Montmartre. Le parc des Princes accueille l'arrivée du Tour de 1903 à 1967.
Ce Tour se caractérise par de nombreuses étapes fractionnées en deux ou trois secteurs pour un total trente arrivées différentes ainsi que par l'absence d'un contre-la-montre par équipe.
Saint-Brieuc (Côtes-du-Nord), Arcachon (Gironde), Béziers (Hérault), Reims (Marne), Laon et Saint-Quentin (Aisne) sont villes-étapes pour la première fois.

## Participation
De 1930 à 1961, le Tour de France est disputé par équipes nationales.
- Nouveauté : suppression de la catégorie des individuels.

## Déroulement de la course
Antonin Magne et André Leducq font leurs adieux au Tour en s'échappant dans la dernière étape et en arrivant à Paris en se tenant l'épaule. Ils seront classés premiers ex æquo par les commissaires.

## Bilan de la course
Gino Bartali est le premier coureur à remporter le classement général et le Grand Prix de la montagne la même année.

## Étapes
| Étape,        | Date            | Villes étapes                    |                             | Distance (km)         | Vainqueur d’étape          | Leader du classement général |
| ------------- | --------------- | -------------------------------- | --------------------------- | --------------------- | -------------------------- | ---------------------------- |
| 1re étape     | mar. 5 juillet  | Paris - Le Vésinet – Caen        | Étape de plaine             | 215                   | Willi Oberbeck             | Willi Oberbeck               |
| 2e étape      | mer. 6 juillet  | Caen – Saint-Brieuc              | Étape de plaine             | 237                   | Jean Majerus               | Jean Majerus                 |
| 3e étape      | jeu. 7 juillet  | Saint-Brieuc – Nantes            | Étape de plaine             | 238                   | Gerrit Schulte             | Jean Majerus                 |
| 4e étape (a)  | ven. 8 juillet  | Nantes – La Roche-sur-Yon        | Étape de plaine             | 62                    | Éloi Meulenberg            | Jean Majerus                 |
| 4e étape (b)  | ven. 8 juillet  | La Roche-sur-Yon – La Rochelle   | Étape de plaine             | 83                    | Éloi Meulenberg            | Jean Majerus                 |
| 4e étape (c)  | ven. 8 juillet  | La Rochelle – Royan              | Étape de plaine             | 83                    | Félicien Vervaecke         | Jean Majerus                 |
|               | sam. 9 juillet  | Royan                            | Jour de repos               | Journée de repos no 1 | Journée de repos no 1      | Journée de repos no 1        |
| 5e étape      | dim. 10 juillet | Royan – Bordeaux                 | Étape de plaine             | 198                   | Éloi Meulenberg            | Jean Majerus                 |
| 6e étape (a)  | lun. 11 juillet | Bordeaux – Arcachon              | Étape de plaine             | 52,5                  | Jules Rossi                | Jean Majerus                 |
| 6e étape (b)  | lun. 11 juillet | Arcachon – Bayonne               | Étape de plaine             | 171                   | Glauco Servadei            | André Leducq                 |
| 7e étape      | mar. 12 juillet | Bayonne – Pau                    | Étape de plaine             | 115                   | Theofiel Middelkamp        | André Leducq                 |
|               | mer. 13 juillet | Pau                              | Jour de repos               | Journée de repos no 2 | Journée de repos no 2      | Journée de repos no 2        |
| 8e étape      | jeu. 14 juillet | Pau – Luchon                     | Étape de montagne           | 193                   | Félicien Vervaecke         | Félicien Vervaecke           |
|               | ven. 15 juillet | Luchon                           | Jour de repos               | Journée de repos no 3 | Journée de repos no 3      | Journée de repos no 3        |
| 9e étape      | sam. 16 juillet | Luchon – Perpignan               | Étape de montagne           | 260                   | Jean Fréchaut              | Félicien Vervaecke           |
| 10e étape (a) | dim. 17 juillet | Perpignan – Narbonne             | Étape de plaine             | 63                    | Antoon van Schendel        | Félicien Vervaecke           |
| 10e étape (b) | dim. 17 juillet | Narbonne – Béziers               | Contre-la-montre individuel | 27                    | Félicien Vervaecke         | Félicien Vervaecke           |
| 10e étape (c) | dim. 17 juillet | Béziers – Montpellier            | Étape de plaine             | 73                    | Antonin Magne              | Félicien Vervaecke           |
| 11e étape     | lun. 18 juillet | Montpellier – Marseille          | Étape de plaine             | 223                   | Gino Bartali               | Félicien Vervaecke           |
| 12e étape     | mar. 19 juillet | Marseille – Cannes               | Étape de plaine             | 199                   | Jean Fréchaut              | Félicien Vervaecke           |
|               | mer. 20 juillet | Cannes                           | Jour de repos               | Journée de repos no 4 | Journée de repos no 4      | Journée de repos no 4        |
| 13e étape     | jeu. 21 juillet | Cannes – Digne                   | Étape de montagne           | 284                   | Dante Gianello             | Félicien Vervaecke           |
| 14e étape     | ven. 22 juillet | Digne – Briançon                 | Étape de montagne           | 219                   | Gino Bartali               | Gino Bartali                 |
| 15e étape     | sam. 23 juillet | Briançon – Aix-les-Bains         | Étape de montagne           | 311                   | Marcel Kint                | Gino Bartali                 |
|               | dim. 24 juillet | Aix-les-Bains                    | Jour de repos               | Journée de repos no 5 | Journée de repos no 5      | Journée de repos no 5        |
| 16e étape     | lun. 25 juillet | Aix-les-Bains – Besançon         | Étape de montagne           | 284                   | Marcel Kint                | Gino Bartali                 |
| 17e étape (a) | mar. 26 juillet | Besançon – Belfort               | Étape de plaine             | 89,5                  | Émile Masson               | Gino Bartali                 |
| 17e étape (b) | mar. 26 juillet | Belfort – Strasbourg             | Étape de plaine             | 143                   | Jean Fréchaut              | Gino Bartali                 |
| 18e étape     | mer. 27 juillet | Strasbourg – Metz                | Étape de plaine             | 104                   | Marcel Kint                | Gino Bartali                 |
| 19e étape     | jeu. 28 juillet | Metz – Reims                     | Étape de plaine             | 196                   | Fabien Galateau            | Gino Bartali                 |
|               | ven. 29 juillet | Reims                            | Jour de repos               | Journée de repos no 6 | Journée de repos no 6      | Journée de repos no 6        |
| 20e étape (a) | sam. 30 juillet | Reims – Laon                     | Étape de plaine             | 48                    | Glauco Servadei            | Gino Bartali                 |
| 20e étape (b) | sam. 30 juillet | Laon – Saint-Quentin             | Contre-la-montre individuel | 42                    | Félicien Vervaecke         | Gino Bartali                 |
| 20e étape (c) | sam. 30 juillet | Saint-Quentin – Lille            | Étape de plaine             | 107                   | François Neuville          | Gino Bartali                 |
| 21e étape     | dim. 31 juillet | Lille – Paris - Parc des Princes | Étape de plaine             | 279                   | Antonin Magne André Leducq | Gino Bartali                 |

## Classements

### Classement général final
| Classement général | Classement général | Classement général   | Classement général  | Classement général   |
|                    | Coureur            | Pays                 | Équipe              | Temps                |
| ------------------ | ------------------ | -------------------- | ------------------- | -------------------- |
| 1er                | Gino Bartali       | Italie               | Italie              | en 148 h 29 min 12 s |
| 2e                 | Félicien Vervaecke | Belgique             | Belgique            | + 18 min 27 s        |
| 3e                 | Victor Cosson      | France               | France              | + 29 min 26 s        |
| 4e                 | Edward Vissers     | Belgique             | Belgique            | + 35 min 8 s         |
| 5e                 | Mathias Clemens    | Luxembourg           | Luxembourg / Suisse | + 42 min 8 s         |
| 6e                 | Mario Vicini       | Italie               | Italie              | + 44 min 59 s        |
| 7e                 | Jules Lowie        | Belgique             | Belgique            | + 48 min 56 s        |
| 8e                 | Antonin Magne      | France               | France              | + 49 min 0 s         |
| 9e                 | Marcel Kint        | Belgique             | Belgique            | + 59 min 49 s        |
| 10e                | Dante Gianello     | France               | Bleuets             | + 1 h 6 min 47 s     |
| 11e                | Jean-Marie Goasmat | France               | France              | + 1 h 7 min 34 s     |
| 12e                | Albertin Dissaux   | Belgique             | Belgique            | + 1 h 12 min 16 s    |
| 13e                | Robert Tanneveau   | France               | Cadets              | + 1 h 13 min 54 s    |
| 14e                | Sylvère Maes       | Belgique             | Belgique            | + 1 h 21 min 11 s    |
| 15e                | Pierre Gallien     | France               | France              | + 1 h 24 min 34 s    |
| 16e                | Mariano Cañardo    | République espagnole | Espagne / Pays-Bas  | + 1 h 26 min 48 s    |
| 17e                | François Neuville  | Belgique             | Belgique            | + 1 h 35 min 43 s    |
| 18e                | Jean Fréchaut      | France               | France              | + 1 h 37 min 24 s    |
| 19e                | Rafael Ramos       | République espagnole | Espagne / Pays-Bas  | + 1 h 37 min 40 s    |
| 20e                | Glauco Servadei    | Italie               | Italie              | + 1 h 41 min 38 s    |
| 21e                | Otto Weckerling    | Reich allemand       | Allemagne           | + 1 h 42 min 27 s    |
| 22e                | Raymond Passat     | France               | Cadets              | + 1 h 47 min 19 s    |
| 23e                | Yvan Marie         | France               | Cadets              | + 1 h 49 min 49 s    |
| 24e                | Jean Fontenay      | France               | Cadets              | + 1 h 50 min 4 s     |
| 25e                | Giordano Cottur    | Italie               | Italie              | + 1 h 50 min 8 s     |
| modifier           |                    |                      |                     |                      |

### Classements annexes finals
| Classement du Prix du meilleur grimpeur, | Classement du Prix du meilleur grimpeur, | Classement du Prix du meilleur grimpeur, | Classement du Prix du meilleur grimpeur, | Classement du Prix du meilleur grimpeur, |
| ---------------------------------------- | ---------------------------------------- | ---------------------------------------- | ---------------------------------------- | ---------------------------------------- |
|                                          | Coureur                                  | Pays                                     | Équipe                                   | Point(s)                                 |
| 1er                                      | Gino Bartali                             | Italie                                   | Italie                                   | 107 points                               |
| 2e                                       | Félicien Vervaecke                       | Belgique                                 | Belgique                                 | 79 pts                                   |
| 3e                                       | Edward Vissers                           | Belgique                                 | Belgique                                 | 76 pts                                   |
| 4e                                       | Dante Gianello                           | France                                   | Bleuets                                  | 57 pts                                   |
| 5e                                       | Victor Cosson                            | France                                   | France                                   | 55 pts                                   |
| modifier                                 |                                          |                                          |                                          |                                          |

| Classement du Challenge international, | Classement du Challenge international, | Classement du Challenge international, | Classement du Challenge international, |
|                                        | Équipe                                 | Pays                                   | Temps                                  |
| -------------------------------------- | -------------------------------------- | -------------------------------------- | -------------------------------------- |
| 1re                                    | Belgique                               | Belgique                               | en 447 h 10 min 7 s                    |
| 2e                                     | France                                 | France                                 | + 43 min 29 s                          |
| 3e                                     | Italie                                 | Italie                                 | + 44 min 6 s                           |
| 4e                                     | Luxembourg / Suisse                    | Luxembourg / Suisse                    | + 3 h 2 min 29 s                       |
| 5e                                     | Cadets                                 | France                                 | + 3 h 11 min 31 s                      |
| 6e                                     | Espagne / Pays-Bas                     | République espagnole / Pays-Bas        | + 3 h 15 min 29 s                      |
| 7e                                     | Bleuets                                | France                                 | + 4 h 4 min 49 s                       |
| 8e                                     | Allemagne                              | Reich allemand                         | + 7 h 5 min 57 s                       |
| modifier                               |                                        |                                        |                                        |

### Évolution des classements
| Étape              | Vainqueur                     | Classement général | Classement de la montagne | Challenge international |
| ------------------ | ----------------------------- | ------------------ | ------------------------- | ----------------------- |
| 1                  | Willi Oberbeck                | Willi Oberbeck     | Non décerné               | Allemagne               |
| 2                  | Jean Majerus                  | Jean Majerus       | Non décerné               | France                  |
| 3                  | Gerrit Schulte                | Jean Majerus       | Non décerné               | France                  |
| 4a                 | Éloi Meulenberg               | Jean Majerus       | Non décerné               | France                  |
| 4b                 | Éloi Meulenberg               | Jean Majerus       | Non décerné               | France                  |
| 4c                 | Félicien Vervaecke            | Jean Majerus       | Non décerné               | France                  |
| 5                  | Éloi Meulenberg               | Jean Majerus       | Non décerné               | France                  |
| 6a                 | Jules Rossi                   | Jean Majerus       | Non décerné               | France                  |
| 6b                 | Glauco Servadei               | André Leducq       | Non décerné               | France                  |
| 7                  | Theo Middelkamp               | André Leducq       | Non décerné               | France                  |
| 8                  | Félicien Vervaecke            | Félicien Vervaecke | Gino Bartali              | Belgique                |
| 9                  | Jean Fréchaut                 | Félicien Vervaecke | Gino Bartali              | Belgique                |
| 10a                | Antoon van Schendel           | Félicien Vervaecke | Gino Bartali              | Belgique                |
| 10b                | Félicien Vervaecke            | Félicien Vervaecke | Gino Bartali              | Belgique                |
| 10c                | Antonin Magne                 | Félicien Vervaecke | Gino Bartali              | Belgique                |
| 11                 | Gino Bartali                  | Félicien Vervaecke | Gino Bartali              | Belgique                |
| 12                 | Jean Fréchaut                 | Félicien Vervaecke | Gino Bartali              | Belgique                |
| 13                 | Dante Gianello                | Félicien Vervaecke | Gino Bartali              | Belgique                |
| 14                 | Gino Bartali                  | Gino Bartali       | Gino Bartali              | Belgique                |
| 15                 | Marcel Kint                   | Gino Bartali       | Gino Bartali              | Belgique                |
| 16                 | Marcel Kint                   | Gino Bartali       | Gino Bartali              | Belgique                |
| 17a                | Émile Masson Jr.              | Gino Bartali       | Gino Bartali              | Belgique                |
| 17b                | Jean Fréchaut                 | Gino Bartali       | Gino Bartali              | Belgique                |
| 18                 | Marcel Kint                   | Gino Bartali       | Gino Bartali              | Belgique                |
| 19                 | Fabien Galateau               | Gino Bartali       | Gino Bartali              | Belgique                |
| 20a                | Glauco Servadei               | Gino Bartali       | Gino Bartali              | Belgique                |
| 20b                | Félicien Vervaecke            | Gino Bartali       | Gino Bartali              | Belgique                |
| 20c                | François Neuville             | Gino Bartali       | Gino Bartali              | Belgique                |
| 21                 | Antonin Magne et André Leducq | Gino Bartali       | Gino Bartali              | Belgique                |
| Classements finals | Classements finals            | Gino Bartali       | Gino Bartali              | Belgique                |

## Liste des coureurs
La liste ci-dessous présente les coureurs inscrits par numéro de dossard.
| Légende | Légende                                                                    | Légende | Légende                                                    |
| ------- | -------------------------------------------------------------------------- | ------- | ---------------------------------------------------------- |
| Num     | Dossard de départ porté par le coureur sur ce Tour                         | Pos     | Position à l'arrivée de la course                          |
|         | Indique un maillot de champion national ou mondial, suivi de sa spécialité | NP      | Indique un coureur qui n'a pas pris le départ de la course |
| AB      | Indique un coureur qui n'a pas terminé la course                           | HD      | Indique un coureur qui a terminé la course hors des délais |

| Belgique | Belgique                 | Belgique |
| -------- | ------------------------ | -------- |
| Num      | Coureur                  | Pos      |
| 1        | Sylvère Maes (BEL)       | 14e      |
| 2        | Marcel Kint (BEL)        | 9e       |
| 3        | Félicien Vervaecke (BEL) | 2e       |
| 4        | Albertin Dissaux (BEL)   | 12e      |
| 5        | Éloi Meulenberg (BEL)    | AB-12    |
| 6        | Émile Masson (BEL)       | 34e      |
| 7        | Jules Lowie (BEL)        | 7e       |
| 8        | Edward Vissers (BEL)     | 4e       |
| 9        | François Neuville (BEL)  | 17e      |
| 10       | Théo Pirmez (BEL)        | HD-8     |
| 11       | René Walschot (BEL)      | 51e      |
| 12       | Constant Lauwers (BEL)   | 39e      |

| Italie | Italie                  | Italie |
| ------ | ----------------------- | ------ |
| Num    | Coureur                 | Pos    |
| 13     | Gino Bartali (ITA)      | 1er    |
| 14     | Vasco Bergamaschi (ITA) | 33e    |
| 15     | Aldo Bini (ITA)         | 48e    |
| 16     | Enrico Mollo (ITA)      | 38e    |
| 17     | Glauco Servadei (ITA)   | 20e    |
| 18     | Jules Rossi (ITA)       | NP-13  |
| 19     | Mario Vicini (ITA)      | 6e     |
| 20     | Giordano Cottur (ITA)   | 25e    |
| 21     | Augusto Introzzi (ITA)  | 46e    |
| 22     | Giuseppe Martano (ITA)  | 27e    |
| 23     | Settimio Simonini (ITA) | AB-11  |
| 24     | Nello Troggi (ITA)      | 54e    |

| Allemagne | Allemagne              | Allemagne |
| --------- | ---------------------- | --------- |
| Num       | Coureur                | Pos       |
| 25        | Fritz Scheller (GER)   | AB-9      |
| 26        | Karl Seidel (GER)      | HD-8      |
| 27        | Fritz Ruland (GER)     | AB-2      |
| 28        | Herbert Hauswald (GER) | 52e       |
| 29        | Heinz Wengler (GER)    | AB-9      |
| 30        | Reinhold Wendel (GER)  | 53e       |
| 31        | Josef Arents (GER)     | 45e       |
| 32        | Hermann Schild (GER)   | HD-8      |
| 33        | Paul Langhoff (GER)    | AB-9      |
| 34        | Willi Oberbeck (GER)   | HD-8      |
| 35        | Karl Heide (GER)       | NP-12     |
| 36        | Otto Weckerling (GER)  | 21e       |

| France | France                   | France |
| ------ | ------------------------ | ------ |
| Num    | Coureur                  | Pos    |
| 37     | Antonin Magne (FRA)      | 8e     |
| 38     | Pierre Gallien (FRA)     | 15e    |
| 39     | Jean Fréchaut (FRA)      | 18e    |
| 40     | Auguste Mallet (FRA)     | AB-14  |
| 41     | Marcel Laurent (FRA)     | AB-14  |
| 42     | Pierre Jaminet (FRA)     | 44e    |
| 43     | Sylvain Marcaillou (FRA) | NP-6a  |
| 44     | Georges Naisse (FRA)     | AB-18  |
| 45     | Victor Cosson (FRA)      | 3e     |
| 46     | Georges Speicher (FRA)   | HD-8   |
| 47     | Paul Maye (FRA)          | NP-2   |
| 48     | Jean-Marie Goasmat (FRA) | 11e    |

| Espagne/Pays-Bas | Espagne/Pays-Bas          | Espagne/Pays-Bas |
| ---------------- | ------------------------- | ---------------- |
| Num              | Coureur                   | Pos              |
| 49               | Mariano Cañardo (ESP)     | 16e              |
| 50               | Julián Berrendero (ESP)   | 29e              |
| 51               | Rafael Ramos (ESP)        | 19e              |
| 52               | Jacques Alzine (ESP)      | AB-13            |
| 53               | Emiliano Álvarez (ESP)    | HD-8             |
| 54               | Antonio Prior (ESP)       | AB-1             |
| 61               | Piet van Nek (NED)        | HD-8             |
| 62               | Janus Hellemons (NED)     | 55e              |
| 63               | Gerrit Schulte (NED)      | HD-8             |
| 64               | Jozef Dominicus (NED)     | HD-8             |
| 65               | Theo Middelkamp (NED)     | 43e              |
| 66               | Antoon van Schendel (NED) | 50e              |

| Luxembourg/Suisse | Luxembourg/Suisse       | Luxembourg/Suisse |
| ----------------- | ----------------------- | ----------------- |
| Num               | Coureur                 | Pos               |
| 55                | Edgar Hehlen (SUI)      | AB-13             |
| 56                | René Pedroli (SUI)      | HD-8              |
| 57                | Paul Egli (SUI)         | 31e               |
| 58                | Théo Perret (SUI)       | AB-11             |
| 59                | Bruno Besana (SUI)      | AB-9              |
| 60                | Albert Knutti (SUI)     | AB-13             |
| 67                | Mathias Clemens (LUX)   | 5e                |
| 68                | Jean Majerus (LUX)      | 49e               |
| 69                | François Neuens (LUX)   | 37e               |
| 70                | Pierre Clemens (LUX)    | AB-15             |
| 71                | Arsène Mersch (LUX)     | 32e               |
| 72                | Christophe Didier (LUX) | AB-11             |

| Cadets | Cadets                  | Cadets |
| ------ | ----------------------- | ------ |
| Num    | Coureur                 | Pos    |
| 73     | André Leducq (FRA)      | 30e    |
| 74     | René Vietto (FRA)       | AB-2   |
| 75     | Raymond Louviot (FRA)   | 26e    |
| 76     | Raoul Lesueur (FRA)     | NP-14  |
| 77     | Sauveur Ducazeaux (FRA) | HD-8   |
| 78     | Fabien Galateau (FRA)   | 28e    |
| 79     | Robert Tanneveau (FRA)  | 13e    |
| 80     | Robert Oubron (FRA)     | 41e    |
| 81     | Jean Fontenay (FRA)     | 24e    |
| 82     | Yvan Marie (FRA)        | 23e    |
| 83     | Raymond Passat (FRA)    | 22e    |
| 84     | Bruno Carini (FRA)      | 47e    |

| Bleuets | Bleuets                 | Bleuets |
| ------- | ----------------------- | ------- |
| Num     | Coureur                 | Pos     |
| 85      | Lucien Le Guével (FRA)  | 36e     |
| 86      | Oreste Bernardoni (FRA) | 40e     |
| 87      | Albert Bourlon (FRA)    | 35e     |
| 88      | André Deforge (FRA)     | HD-8    |
| 89      | Joseph Goutorbe (FRA)   | AB-13   |
| 90      | Dante Gianello (FRA)    | 10e     |
| 91      | Éloi Tassin (FRA)       | AB-9    |
| 92      | Camille Leroy (FRA)     | 42e     |
| 93      | Pierre Spapperi (FRA)   | AB-14   |
| 94      | Gaston Grimbert (FRA)   | AB-14   |
| 95      | Lucien Lamure (FRA)     | HD-8    |
| 96      | Charles Bouvet (FRA)    | AB-1    |